# José Carvallo
José Aurelio Carvallo Alonso (ur. 1 marca 1986 w Limie) – peruwiański piłkarz występujący na pozycji bramkarza, obecnie zawodnik UTC.

## Kariera klubowa
Carvallo pochodzi ze stołecznej Limy i jest wychowankiem akademii juniorskiej tamtejszego giganta – Club Universitario de Deportes. Do pierwszej drużyny został włączony w wieku siedemnastu lat przez szkoleniowca Ricardo Ortiza, w peruwiańskiej Primera División debiutując 4 maja 2003 w zremisowanym 1:1 spotkaniu z Atlético Universidad. Przez kolejne cztery lata pozostawał jednak niemal wyłącznie rezerwowym dla Juana Floresa, zastępując go wyłącznie w przypadku chwilowych niedyspozycji. Szansę na częstsze występy otrzymał dopiero w 2007 roku po odejściu doświadczonego konkurenta, lecz trafił na jeden z największych okresów posuchy pod względem sukcesów w historii Universitario. Po roku spędzonym jako pierwszy golkiper zespołu, udał się na półroczne wypożyczenie do amerykańskiego D.C. United. W Major League Soccer zadebiutował 12 kwietnia 2008 w przegranej 0:4 konfrontacji z Realem Salt Lake. Był to zarazem jego jedyny występ w waszyngtońskiej drużynie, gdzie pozostawał drugim bramkarzem dla Zacha Wellsa.
Latem 2008 powrócił do ojczyzny, zostając graczem innego klubu ze stolicy – Sportingu Cristal. Tam od razu został podstawowym golkiperem rolę tę pełnił przez pół roku; później przez sezon bronił na przemian z Manuelem Heredią (swojego byłego kolegę z kadry juniorskiej), by następnie zostać relegowany do funkcji rezerwowego dla Ericka Delgado. W styczniu 2011 – w poszukiwaniu regularnych występów – odszedł do ekipy FBC Melgar z miasta Arequipa, gdzie grał przez kolejne dwa lata, mając pewne miejsce między słupkami i będąc czołowym golkiperem rozgrywek, lecz nie zdołał odnieść poważniejszych sukcesów. Jego dobre występy zaowocowały powrotem do Universitario de Deportes, gdzie już w sezonie 2013 jako kluczowy gracz wywalczył z drużyną Ángela Comizzo (niegdyś również bramkarza) tytuł mistrza Peru, a sam został wybrany najlepszym golkiperem ligi w oficjalnym plebiscycie. Tym razem spędził w Universitario trzy lata, prawie niezmiennie jako pierwszy bramkarz (tylko przez ostatnie pół roku był alternatywą dla Raúla Fernándeza).
W styczniu 2016 Carvallo przeszedł do ekipy UTC Cajamarca.

## Kariera reprezentacyjna
W kwietniu 2003 Carvallo został powołany przez Oscara Hamadę do reprezentacji Peru U-17 na Mistrzostwa Ameryki Południowej U-17. Rozgrywany w Boliwii turniej rozpoczął jako pierwszy bramkarz, lecz ostatecznie po dwóch meczach (przepuścił w nich trzy gole) został zastąpiony między słupkami przez Manuela Heredię. Peruwiańczycy zakończyli swój udział w rozgrywkach już na pierwszej rundzie i nie awansowali na Mistrzostwa Świata U-17 w Finlandii.
W styczniu 2005 Carvallo znalazł się w ogłoszonym przez Julio Garcíę składzie reprezentacji Peru U-20 na Mistrzostwa Ameryki Południowej U-20. Tam był podstawowym golkiperem kadry i rozegrał wszystkie cztery spotkania (wpuścił w nich aż jedenaście goli), zaś jego drużyna odpadła z turnieju już w pierwszej rundzie i nie zdołała zakwalifikować się na Mistrzostwa Świata U-20 w Holandii.
W seniorskiej reprezentacji Peru Carvallo zadebiutował za kadencji selekcjonera José del Solara, 12 września 2007 w wygranym 2:0 meczu towarzyskim z Boliwią.